# Silvia Ruffini
Silvia Ruffini (1475 - Rome, 6 décembre 1561) est une aristocrate italienne et la maîtresse du pape Paul III alors qu'il est encore cardinal. Elle est la mère de ses quatre enfants.

## Biographie
Silvia Ruffini est la fille de Rufino et de Giulia Ruffini qui vivent dans un palais du quartier des Colonna. Elle a quatre frères, Giacomo, Girolamo, Ascanio et Mario, et deux sœurs, Camilla et Ippolita.
Vers 1496, elle épouse le marchand romain Giovanni Battista Crispo, avec qui elle a trois fils : Sallustio, Virgilio et le cardinal Tiberio Crispo. Son mari meurt en 1501 .
Silvia Ruffini est présentée à Alexandre Farnèse par sa sœur Giulia (maîtresse du pape Alexandre VI) et le cardinal lui propose de l'escorter à travers Rome. Leur première fille, Costanza , est probablement déjà née en 1500, alors que le mari de Silvia est encore en vie . Ruffini a trois autres fils avec le cardinal  : Pierre-Louis, Paolo et Ranuccio.
Lorsqu'Alexandre devient évêque de Parme, le vicaire général de l'Église, Bartolomeo Guidiccioni, lui demande de mettre fin à sa relation avec Silvia Ruffini . Durant son règne, Paul III garde son identité secrète, craignant la publicité négative qui a tourmenté sa sœur Giulia. Baldassarre Molosso, poète et tuteur des enfants du couple , laisse entendre qu'elle vit près de sa sœur Camilla à Bolsena, un village appartenant à son fils et où le pape possède une villa.
Silvia Ruffini meurt le mardi 5 décembre 1561 à Rome, à l'âge d'environ quatre-vingt-six ans, et est inhumée dans une crypte familiale.

## Représentations
Silvia Ruffini est interprétée par Laura Fedorowycz dans la série télévisée Borgia.
L'historienne Patrizia Rosini estime que Silvia est le modèle de deux portraits : l'un dans l'Allégorie du Baptême du palais Rondanini et le second dans la Sala del Perseo du château Saint-Ange.